# Sãi vãi
Sãi vãi là một tác phẩm do Nguyễn Cư Trinh sáng tác. Tác phẩm được đánh giá là "một ví dụ tiêu biểu về ảnh hưởng của ca khúc dân gian vào sáng tác của các tác gia văn học viết ở Đàng Trong thuộc Đại Việt vào thế kỷ 17 và 18"

## Giới thiệu

### Nguyên do
Sãi vãi được viết vào năm Canh Ngọ (1750), khi Nguyễn Cư Trinh đang làm Tuần vũ Quảng Ngãi.
Tác phẩm nhằm đả kích những gì chưa tốt trong giới sư sãi thời bấy giờ, đồng thời cũng để khuyên răn quan quân, kích thích binh sĩ trên đường dẹp cuộc nổi dậy của bộ lạc người Hré ở Quảng Ngãi. Đây là tộc người mà sử nhà Nguyễn gọi là "mọi Đá Vách (mọi Thạch Bích)". 

### Sơ lược nội dung
Sãi vãi là một bài vè có tính chất trào phúng dài 340 liên (640 câu).
Và có thể coi đây là vở kịch một màn với 2 nhân vật là ông sãi và bà vãi. Bà vãi chỉ là một nguyên cớ để cho ông sãi, vai tuồng chính, bày tỏ tư tưởng của tác giả.
- Khởi đầu đến liên 20: Sãi tự giới thiệu về thời đại, tông tích và công việc của mình...
- Từ liên 21 đến liên 82: Vãi ra trò và bắt đầu một phần đối thoại nghiêng về hài hước. Sãi nói mình là người đi tu bất đắc dĩ, đầu Phật cốt để "khỏi xâu, miễn thuế", nay thấy Vãi "thanh tân, đẹp đẽ" nên muốn rủ Vãi "tu hoài, tu hủy". Bị trách mắng, bị cự tuyệt, Sãi chẳng cần dấu diếm, bày tỏ hết cái chân tướng "hổ mang" của mình ra...
- Từ liên 83 đến liên 315 (phần chính): Trong phần này, bị cật vấn, Sãi cho biết quan niệm của mình về sự tu. Theo Sãi, tu chân chính là tu ngôn, tu hạnh, tu đức, tu thân... Bị hỏi về chuyện đời, Sãi liền "kể kinh dẫn sử", giảng đạo lý luân thường và thuyết dài về thất tình (bảy tình cảm của con người)...
- Từ liên 316 đến hết: Cuộc đối thoại chuyển sang vấn đề thời sự để kết thúc...

## Trích tác phẩm
| Tưởng bệnh này còn dại, Bịnh hay ghét ở mình: Ghét chẳng phải vô tình, Ghét thiệt là hữu thú. Ghét Kiệt, ghét Trụ, Ghét Lệ, ghét U. Ghét nhân chánh chẳng tu, Ghét cang thường nở bỏ. Luận như ghét cho đủ, Sãi ghét đứa bất hiếu, bất trung. Luận như ghét cho cùng, Sãi ghét đứa đại gian đại ác. Ghét kỳ, ghét quặc, Ghét lạ, ghét lùng, Đọc Ngu thơ ghét đảng Tứ hung, Coi Tống sử ghét bầy Ngũ quỷ. | Ghét hoài, ghét hủy, Ghét ngọt, ghét ngon. Ghét đứa cầu mị mà giết con, Ghét đứa tham sang mà hại vợ. Uốn lưỡi vạy ghét người nước Sở, Dạ tham lam ghét kẻ nước Tề. Ghét đứa gian hay cậy thế cậy thì, Ghét đứa dữ hay hại nhà hại nước. Ghét thấy lợi mà chạy xuôi chạy ngược, Ghét thấy nghĩa mà lo thiệt lo hơn, Sãi ghét người ích kỷ hại nhơn, Sãi ghét đứa gian phu dâm phụ, Ghét đứa hay co hay cú, Ghét người chẳng thiệt chẳng thà. Ấy là ghét xưa nay mấy việc người ta, Chưa bằng ghét vãi sao vô tình cùng sãi...[3] |

## Nhận xét
Theo Từ điển văn học (bộ mới), thì:
Tác phẩm nhằm động viên quân lính mở thông đường vào Nam, đồng thời đề cao Nho giáo, châm biếm tà đạo, răn giới tầng lớp Nho sĩ về đạo lý "tu, tề, trị, bình" trong hoàn cảnh chế độ phong kiến ở Đàng trong đã suy vi, mục nát. Đoạn nói về "thất tình" với thái độ thương ghét phân minh đối với chính tà, đã ít nhiều vượt ra ngoài phạm vi đạo đức của Nho gia….
Trước năm 1975, Phạm Thế Ngũ đã viết:
Theo cách nói ngày nay, Sãi vãi là một văn nghệ phẩm tuyên truyền, nhưng cái khéo của tác giả là kết hợp được yếu tố hoạt kê với chủ ý giáo dục.
Phải thấy, trong công cuộc mở đường và mở cõi gian nan trong nuổi ấy, mọi lực lượng phải được dốc vào một mục tiêu. Những phần tử "trốn việc quan đi ở chùa" không thể nào chấp nhận được. Nếu có con đường tu hành cho chính đáng ấy là "tu nhân, tu đức, tu vũ, tu văn, tu kỷ, tu nhân, tu cái đạo thượng trí của người quân tử, của bậc trượng phu đứng vào giữađoàn thể để gánh lấy bổn phận. Đó chính là quan điểm, là chủ nghĩa của những Đào Duy Từ, những Nguyễn Hữu Cảnh, những Nguyễn Cư Trinh...
Và chí hướng ấy, sự nghiệp ấy đã được nêu rõ trong câu chuyện bề ngoài tưởng như bông lơn giữa một ông sãi với một bà vãi. Cho nên có thể coi áng văn này như một tuyên ngôn. Trong lịch sử văn học Việt Nam, không ở đâu có một tiếng nói của nho gia dứt khoát, quả quyết như thế. Nó nói lên lòng tin tưởng mãnh liệt của môn đồ Khổng Mạnh vào cái đạo nhập thế để phụng sự duy nhân, duy lý của họ...
Về mặt nghệ thuật, vè Sãi vãi sử dụng thể văn biền ngẫu, vần liền nhau, chen vần trắc và bằng đều đặn, số chữ trong câu không hạn định (trừ khi chúng đối nhau). Cuối bài có tám câu lục bát để chia tay và chúc tụng chúa Nguyễn. 
Thể văn này tương tự thể nói lối trong tuồng đồ và chưa từng được dùng để làm thành tác phẩm trong văn học Việt trước đây.
Nói gọn, Sãi vãi đã thể hiện được phong cách hoạt kê độc đáo, kết hợp một cách tài tình những lời bông lơn với những đoạn nghiêm trang, lối văn hùng biện với lối văn dí dỏm, làm cho tác phẩm tuy có tính chất triết lý và hơi nhiều điển cố nhưng vẫn hấp dẫn, hoạt bát, tươi vui, uyển chuyển...